# Subst
Subst — одна из команд операционной системы MS-DOS для управления файловой системой. Предназначена для создания и удаления виртуального диска. Получаемый виртуальный диск предоставляет информацию из указанного каталога. Переключаясь на работу с этим виртуальным диском, пользователь или программа получают доступ к указанному каталогу и вложенным каталогам. Команда по-прежнему используется в интерфейсе командной строки таких операционных систем как Windows 2000, Windows XP и более поздних.
В настоящее время команда используется для создания условий нормального функционирования программ, использующих корневой каталог; то есть, например, дистрибутив программного продукта, предназначенный для установки с компакт-диска, или, например, для проверки корректности работы создаваемого дистрибутива для распространения на CD-ROM.

## Синтаксис
```
SUBST [диск1: [диск2:]путь]

```

Создание виртуального диска диск1:, сопоставляемого пути диск2:путь.
Пример SUBST G: "C:\Windows" создаст букву диска «G:», содержанием которой будет являться папка «C:\Windows» (если таковая существует).
Удаление ранее созданного виртуального диска диск1::
```
SUBST диск1: /D

```

Введите SUBST без параметров для вывода текущего списка виртуальных дисков.
Subst не может использоваться для подключения сетевых дисков, для этого применяется команда net use.

## Создание постоянного виртуального диска
Созданный виртуальный диск не сохраняется после перезагрузки, поэтому для автоматического восстановления требуемой файловой структуры в DOS зачастую пользуются пакетным файлом AUTOEXEC.BAT.
В ОС Windows NT и выше с помощью реестра можно автоматически создавать виртуальный диск ещё во время загрузки системы.
Это сделает его доступным системным сервисам и возобновляемым при перезагрузке.
В разделе реестра: HKEY_LOCAL_MACHINE\SYSTEM\CurrentControlSet\Control\Session Manager\DOS Devices создайте строковый параметр (String Value) с именем диска, например G:

В значении параметра введите путь к каталогу в формате \??\<путь к каталогу>, например \??\C:\Windows

Перезагрузите систему, чтобы требуемый диск создался.
В случае когда создаваемый путь находится на сетевом ресурсе, защищенном паролем, могут возникнуть проблемы с доступом, так как путь создается до загрузки сохраненных сетевых паролей. В таком случае:
- Создаем текстовый файл с нужными исполняемыми командами.
- Заменяем расширение .txt на .cmd или .bat.
- Создаем ярлык файла в разделе Пуск -> Автозагрузка.

Еще один вариант — использование команды "net use":
net use u: "\\localhost\c$\pathName" /persistent:yes